# Sabatinca perveta
Sabatinca perveta là một loài bướm đêm tuyệt chủng thuộc họ Micropterigidae. Chúng được người ta biết đến với chỉ một mẫu đơn nhất được tìm thấy ở Burmese amber nơi ngày nay là Myanmar. Người ta giải thuyết rằng chúng có gốc Cretaceous bị vùi ở lớp đất sét Miocenic và do đó có niên đại từ 112,2 và 98,9 mya.